# Aravuopio
Aravuopio är en sjö i Gällivare kommun i Lappland och ingår i Kalixälvens huvudavrinningsområde. Aravuopio ligger i Sjaunja Natura 2000-område.